# GPGPU
GPGPU (General-purpose computing on graphics processing units) innebär inom datavetenskap ett specialutnyttjande av en grafikprocessor, som istället för grafiska beräkningar, utför allmänna beräkningar, vilka vanligen utförs av en generell processor. Tanken är att dela upp beräkningar i parallellberäkningar och utnyttja grafikprocessorns parallellberäkningsförmåga för att snabba upp algoritmer. Ramverk som möjliggör GPGPU inkluderar OpenCL, CUDA och DirectCompute.

## Historik
Termen GPGPU myntades år 2002 av programmeraren Mark Harris.